# Wilmsdorff

Wappen derer von Wilmsdorff

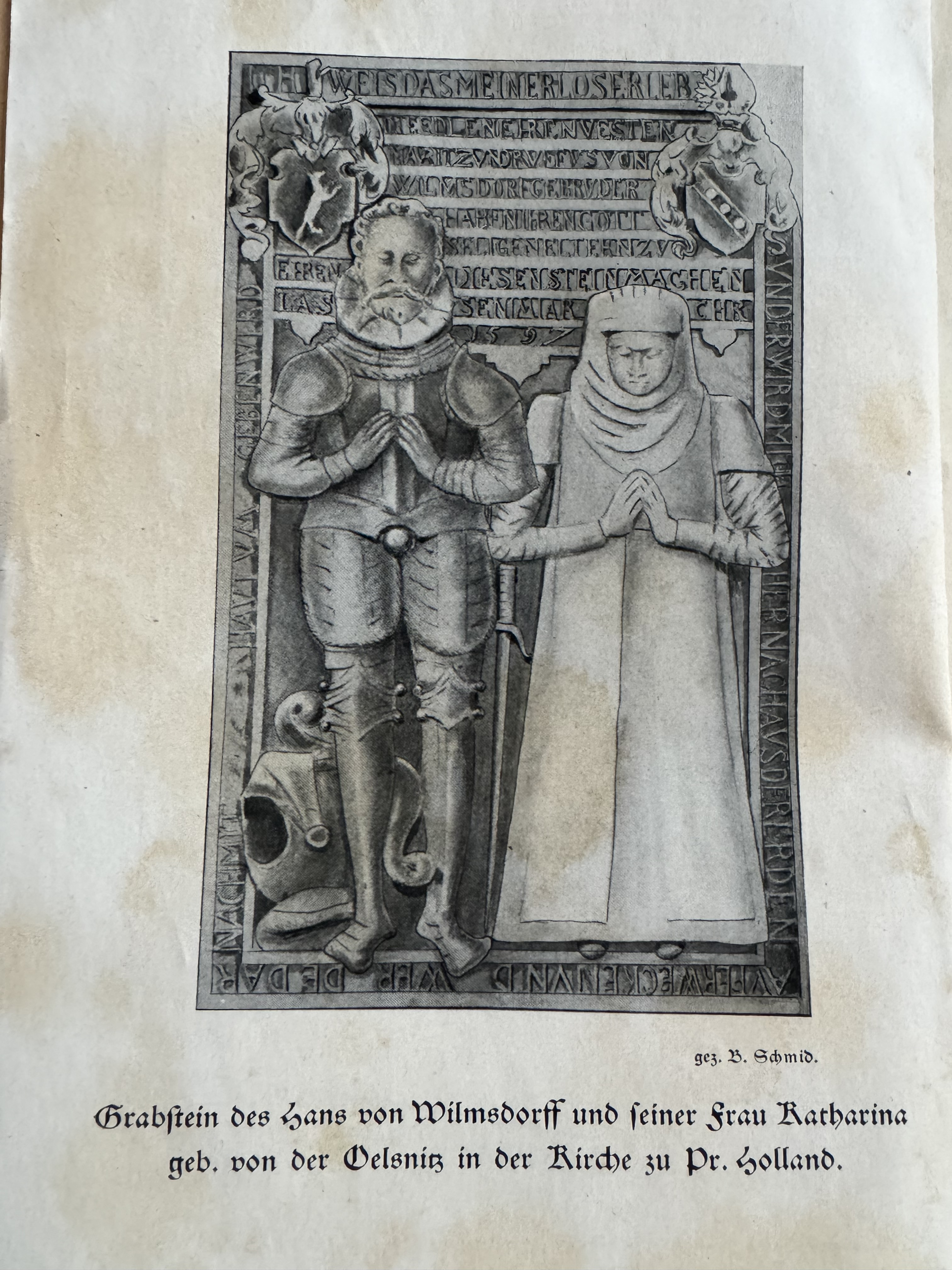
Zeichnung von Bernhard Schmid des Grabsteins des Hans v. Wilmsdorff und seiner Frau Katharina in der St.-Bartholomäus-Kirche in Preußisch Holland (Pasłęk).

Wilmsdorff ist der Name eines preußischen Adelsgeschlechts. Häufig wurden die Namensformen Wilmsdorff-Prebendau, W. genannt von Prebendow, W.-Pröbentow, W.-Przebendowski und Proebentow van Wilmsdorff kombiniert. Zweige der Familie bestehen bis heute fort.

## Geschichte
Die von Wilmsdorff sind Agnaten der Prebendow, mit denen sie auch unstrittig das Stammwappen teilen, werden daher auch als hinterpommerscher Uradel bezeichnet. Die Familie erscheint erstmals urkundlich mit Jenke (Jänichen) von Prebendau, der vom Deutschen Orden im Jahre 1467 für treue Dienste 70 Hufen an Wilmsdorf bei Morungen verschrieben bekam. Die Familie nannte sich nach diesem Gut von Wilmsdorff.
Anno 1550 ernannte Markgraf Albrecht von Brandenburg-Ansbach, erster Herzog in Preußen, einen (Hans von) Wilmannsdorf zusammen mit Botho von Eulenburg zu seinen Gesandten, welche in Vertretung des preußischen Herzogs am 9. Dezember vom neuen König von Polen, Sigismund II. August, die Erneuerung des Lehens erhielten.
Im Jahre 1573 entsandte der neue Herzog Albrecht Friedrich (Preußen) den Andreas (Samuel) von Wilmsdorff, den Burggrafen von Dohna und den Eberhard Rogge auf den polnischen Wahltag nach Warschau. Die preußischen Gesandten nahmen an der polnischen Königswahl von Heinrich III. (Frankreich) teil und vertraten die herzoglich preußischen Interessen Albrecht Friedrichs.
Ein niederländischer Zweig, der vom Major in holländischen Diensten, Jobst (Joost) Lodewjk von Wilmsdorff (1748 †) gestiftet wurde, nannte sich späterhin auch von Proebentow van Wilmsdorff.

## Besitz
Neben dem namensstiftenden Stammgut besaß die Familie in Preußen die Güter Bestendorf, Borken, Dollstädt, Freiwalde, Gallinden, Glashütte, Grauden, Kelken, Kittenau, Mahrau, Micken, Moskal, Petzdorf, Groß und Klein Samrodt, Tauersee, Tautschken, Wansen, Warweiden und Wolka.
Der sächsische Generalmajor Albrecht von Wilmsdorff-Prebendau besaß das Rittergut Plotha in Sachsen. In der Dorfkirche in Staritz wurde im Jahr 2019 das nachkolorierte Stammwappen an eine der Patronatslogen angebracht.

## Wappen
Das gemeinsame Stammwappen mit den von Prebendow zeigt in Gold einen aufspringenden natürlichen Marder mit einem roten Apfel (seit 1695 mit dem Reichsapfel) im Fang. Auf dem Helm, mit rot-goldenen Decken der Marder mit dem Apfel wachsend.

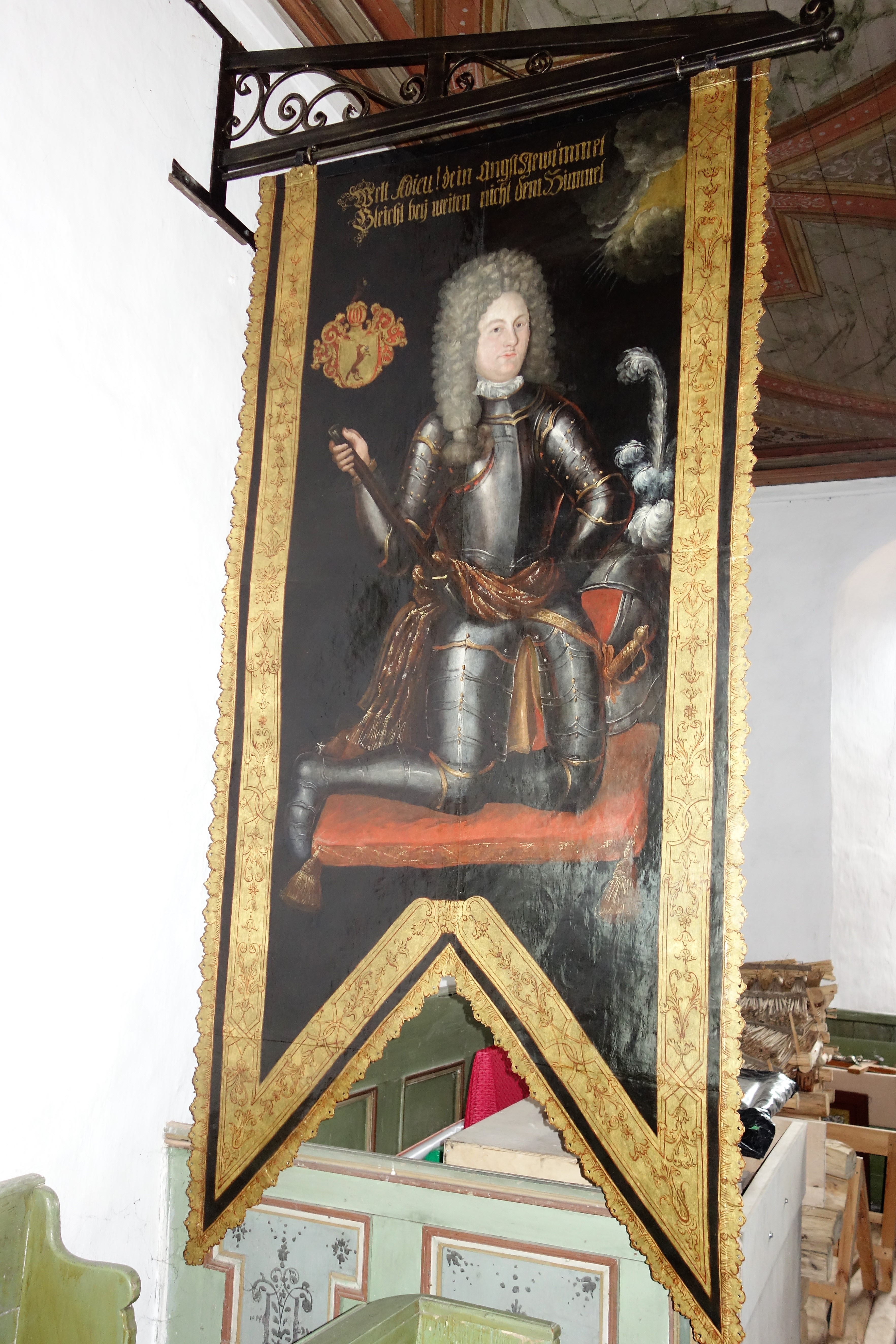
Trauerfahne aus Kupferblech mit lebensgroßem Abbild des Justus Bernhard von Wilmsdorff († 1711), Amtshauptmann auf Seehesten, in der Heilig-Kreuz-Kirche in Seehesten (Szestno).

Rückseite der Trauerfahne aus Kupferblech des Justus Bernhard von Wilmsdorff († 1711).

## Bekannte Namensträger
- Andreas I. von Wilmsdorff († 1567), Herr auf Bestendorf, Wilmsdorff, Kelken, Samrodt, Freiwalde, Gallinden, Wansen und Tauersee, Pfandherr auf Schloss Liebstadt, herzoglich-preußischer Rat und Amtshauptmann in Soldat und Liebstadt[6]
- Justus Bernhard von Wilmsdorff († 1711), Herr auf Bestendorf und Kelken, Amtshauptmann von Seehesten und kurbrandenburgischer Rittmeister[9]
- Albrecht Friedrich von Wilmsdorff genannt Prebentow, 1745 sächsischer Generalmajor[2]
- Paul Georg Benno von Wilmsdorff (1884–1939), deutscher Konsul[3]
- Jenke von Wilmsdorff (* 1965), deutscher Fernsehjournalist und Schauspieler
- Holger Ludwig Joachim von Wilmsdorff (* 1966), deutscher Unternehmensberater und Immobilieninvestor